# Inkrustation

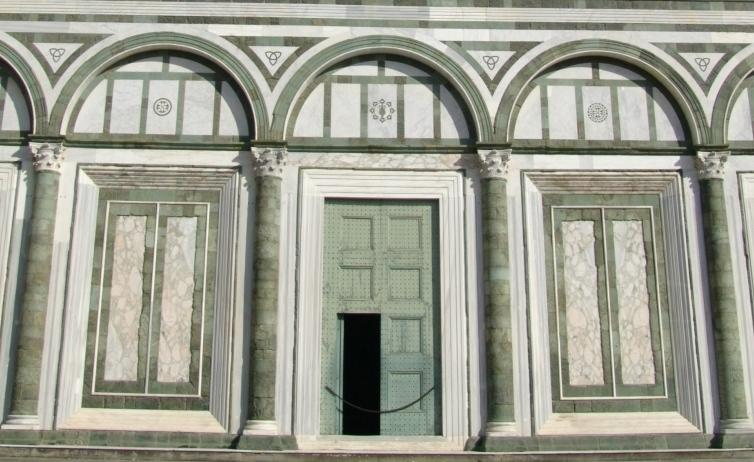
Inkrustation av marmor på fasaden till kyrkan San Miniato al Monte i Florens.

Inkrustation, eller inkrustering, avser en dekorativ vägg- eller golvbeklädnad i form av inläggningsarbete i skikt eller mönster, i arkitektur ofta bestående av två eller flera naturstenssorter av olika färg.